# Micena de vora acolorida

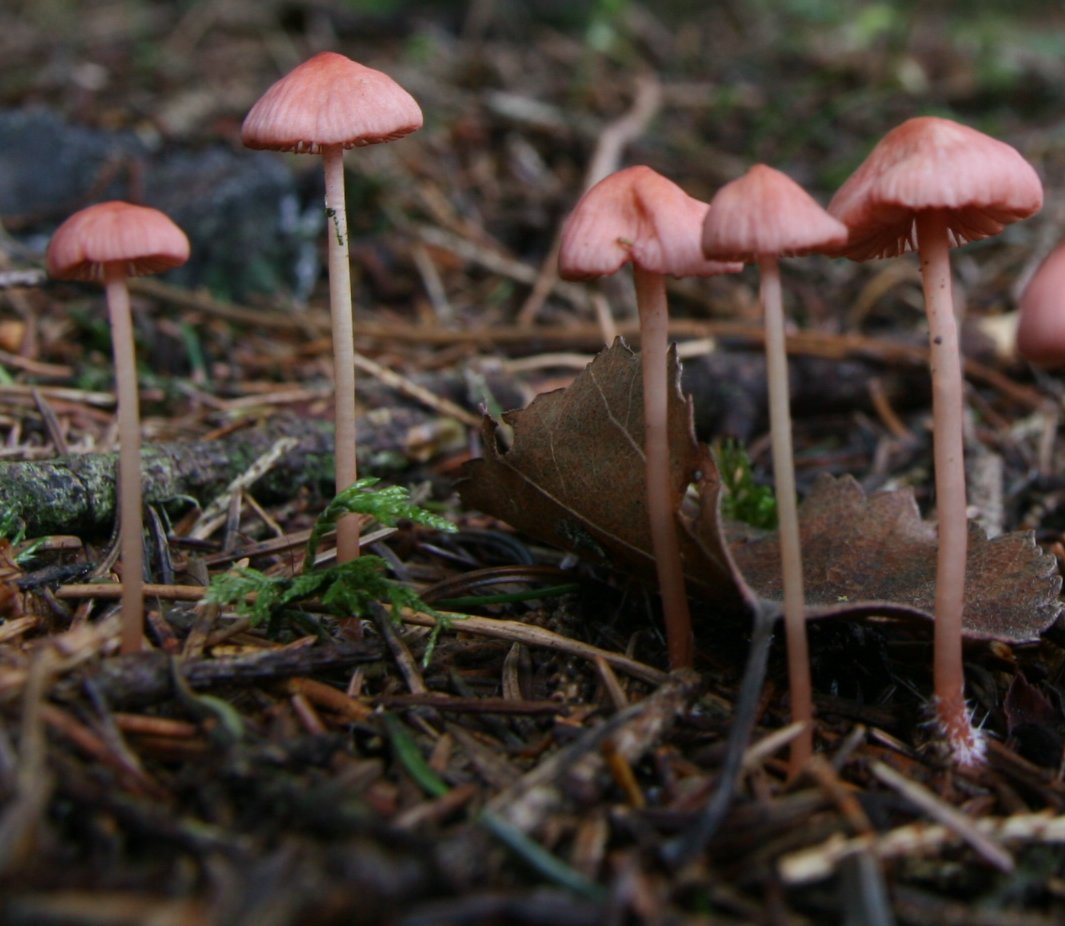
Micena rosàcia (Mycena rosella)

Les micenes de vora acolorida són micenes, cama-secs micenoides, de làmines amb l’aresta o vora acolorida.

## Espècies de micenes de vora acolorida
Les espècies de micenes de vora acolorida més corrents són:
- Mycena chlorantha, micena de dunes
- Mycena flavescens, micena de vora groga
- Mycena pelianthina, micena de vora porpra
- Mycena rubromarginata, micena de vora roja
- Mycena aurantiomarginata, micena de vora taronja
- Mycena rosella, micena rosàcia
- Mycena renati, micena rosada de cama groga